# سانتا كلوز (جورجيا)
سانتا كلوز (بالإنجليزية: Santa Claus, Georgia)‏ هي مدينة تقع في مقاطعة تومبز بولاية جورجيا في الولايات المتحدة. تبلغ مساحة هذه المدينة 0.5 (كم²)، وترتفع عن سطح البحر 72 م، بلغ عدد سكانها 165 نسمة في عام 2010 حسب إحصاء مكتب تعداد الولايات المتحدة.

## وصلات خارجية
- Cities & Counties - Georgia.gov